# Őrszem
Őrszem – katolikus hitbuzgalmi hetilap Nagyváradon. 1920-ban indította, majd szerkesztette Lestyán Endre plébános, 1923-tól címzetes prépost, 1925-től pápai kamarás. A Szent László Nyomdában készült folyóiratnak saját könyvkereskedése volt, könyvsorozatot adott ki, Őrszem Naptár c. kiadványával évente jelentkezett (1922-30).